# Pixel 3
Pixel 3 và Pixel 3 XL là điện thoại thông minh Android từ dòng sản phẩm Google Pixel. Điện thoại đã chính thức được công bố vào ngày 9 tháng 10 năm 2018 và sau đó được phát hành lần đầu tại Hoa Kỳ vào ngày 18 tháng 10 năm 2018 và các nơi khác của thế giới vào ngày 1 tháng 11 năm 2018. Chúng là dòng điện thoại kế tiếp của Pixel 2 và Pixel 2 XL. Khi ra mắt Pixel 3 và Pixel 3 XL có giá khởi điểm là $799 / $899 ở Hoa Kỳ và £739 / £869 ở Vương quốc Anh.

## Thông số kỹ thuật

### Thiết kế
Pixel 3 và Pixel 3 XL có ba màu: ‘Just Black’ (tất cả màu đen), ‘Clearly White’ (màu trắng với nút nguồn màu xanh bạc hà) và ‘Not Pink’ (màu hồng, có nút nguồn màu cam). Bezels của Pixel 3 giảm rất nhiều so với Pixel 2, bị chỉ trích vì các bezels lớn. Tuy nhiên, Pixel 3 XL có điểm nhấn lớn trên màn hình. Điểm nhấn này đã được người dùng trực tuyến chế nhạo với kích thước lớn của nó trong khi vẫn có một khung bezel lớn phía dưới. Notch có thể được "bôi đen" trong tùy chọn nhà phát triển.

### Máy ảnh
Pixel 3 và Pixel 3 XL có camera phía sau 12,2 megapixel, tương tự như máy ảnh trước, Pixel 2 và Pixel 2 XL, nhưng thêm các tính năng chụp ảnh mới cũng như ống kính selfie thứ hai dùng để chụp góc rộng. Một số tính năng này bao gồm:
- Top Shot - tự động chọn những bức ảnh đẹp nhất
- Night Sight - cải thiện hiệu suất ánh sáng thấp mà không có đèn flash
- Group Selfie Cam - camera phía trước thứ hai cho phép chụp góc rộng
- Google Lens - nhận diện đồ vật và mọi thứ nhìn thấy thông qua máy ảnh của Pixel 3 và Pixel 3 XL

Pixel 3 và Pixel 3 XL sử dụng một chip riêng biệt được gọi là Pixel Visual Core để đạt được khả năng xử lí ảnh bằng AI (Artificial Intelligence)

### Phần mềm
Pixel 3 và Pixel 3 XL xuất xưởng cùng với Android 9.0 "Pie" khi ra mắt. Cả hai điện thoại sẽ nhận được ba năm cập nhật phần mềm và cập nhật bảo mật và được Google đảm bảo.
Pixel 3 thiếu tính năng mở khóa bằng giọng nói có sẵn trên các thiết bị Pixel trước đó.

### Phần cứng
Pixel 3 và Pixel 3 XL đi kèm với Snapdragon 845 và RAM 4 GB; và bộ nhớ trong 64 hoặc 128 GB. Cả hai điện thoại đều có mặt sau bằng kính và sạc không dây,đây lần đầu tiên cho dòng Pixel. Google Pixel Stand có thể sạc không dây ở mức 10W, nhưng nếu sạc không dây của bên thứ 3 được sử dụng thì chỉ có thể sạc tối đa 5W. Hai chiếc điện thoại cũng có loa âm thanh nổi phía trước và không có giắc cắm tai nghe, như Pixel 2 và Pixel 2 XL. Cả hai điện thoại cũng sử dụng cổng kết nối USB-C để sạc và kết nối các phụ kiện khác. Cả hai điện thoại này cũng có Active Edge, là một tính năng khi ép các cạnh của điện thoại kích hoạt Trợ lý Google, được ra mắt là đầu với Pixel 2 và Pixel 2 XL.
Các điện thoại được bảo vệ nước IP68 theo tiêu chuẩn IEC 60529, một sự cải thiện từ những người tiền nhiệm của nó với đánh giá bảo vệ nước IP67.

## Tiếp nhận
Một số nhà phê bình, bao gồm Dieter Bohn từ The Verge, Mark Spoonauer từ Tom's Hardware, và Julian Chokkattu từ Digital Trends, nói rằng camera của Pixel 3 là "chiếc máy ảnh tốt nhất mà bạn có thể có trên điện thoại thông minh". Thuật toán máy ảnh của Pixel 3 XL có chất lương tốt nhất  khi so sánh với máy ảnh của các điện thoại thông minh hàng đầu khác, bao gồm Apple iPhone XS Max, Samsung Galaxy Note 9 và Google Pixel 2 XL.
Pixel 3 XL bị chỉ trích nặng nề vì chiếc "tai thỏ" quá cỡ của nó.
Matt Swider từ TechRadar đánh giá cả Pixel 3 & 3 XL 4.5 trên 5 sao, ca ngợi camera và chất lượng màn hình OLED cải tiến (so với màn hình Pixel 2 XL (có nhiều vấn đề kiểm soát chất lượng), nhưng anh chỉ trích tuổi thọ pin kém của Pixel 3 và "tai thỏ" trên Pixel 3 XL,RAM không được cao như các máy điện thoại cạnh tranh, tùy chọn dung lượng bộ nhớ trong thấp và giá cao hơn so với Pixel 2 & 2 XL. Andrew Martonik từ Android Authority cũng đã đánh giá các điện thoại trên 4.5 trong số 5 sao, và cũng có những phản hồi tiêu cực tương tự như Swider.

## Vấn đề
Pixel 3 và Pixel 3 XL có nhiều vấn đề kể từ khi ra mắt, bao gồm:
- Một số người dùng đang báo cáo rằng một số ảnh không lưu được. Sự cố có thể liên quan đến Google Camera.Google đã biết về lỗi này
[17]
- Trình phát nhạc nền sẽ bị tắt nếu chuyển đổi giữa các ứng dụng. Một số lượng nhỏ ứng dụng có thể ở chế độ nền bất cứ lúc nào. Điều này có thể liên quan đến cách quản lý bộ nhớ trên điện thoại.
[18]
- Pixel 3 XL có loa không cân bằng. Điều này ít được chú ý trên Pixel 3 nhỏ hơn do loa lớn hơn của nó. Google cho biết đây là một quyết định có chủ ý vì họ đã sử dụng công nghệ bộ khuếch đại mới với các thuật toán bảo vệ loa tiên tiến. Điện thoại cũng tạo ra một lượng rung bất thường khi sử dụng loa.
[19]
- Ghi âm bị tắt tiếng. Google cho biết điều này là do thiết kế, micrô được điều chỉnh đặc biệt để giảm tiếng ồn nền, đồng thời tối ưu hóa từ được nói.
[20]
- Một số người dùng Pixel 3 XL đã báo cáo các khía cạnh ngẫu nhiên hiển thị ở bên cạnh màn hình của họ.[21][22]
- Đặt điện thoại trên Google Pixel Stand sẽ xóa bỏ thông báo môi trường xung quanh. Google đã biết sự cố và đang tìm cách khắc phục.
[23]
- Một số thiết bị quá nóng trong khi sạc và cuối cùng tắt.[24]
- Một số thiết bị gặp sự cố hiển thị nhấp nháy. Nó có thể được kết nối với Ambient Display.
[25]
- Pixel 3 mất một số tin nhắn đã nhận. Google cho biết bản sửa lỗi sẽ được gửi trong bản cập nhật trong tương lai.
[26]
- Máy ảnh sẽ gặp lỗi nghiêm trọng khi được sử dụng từ ứng dụng của bên thứ 3. Google nhận thức được vấn đề và tìm kiếm bản sửa lỗi.
[27]
- Google đã gửi chiếc Pixel 3 khoá nhà mạng Verizon cho một số người mua bản không có rằng buộc nhà mạng.[28]

## Trọng tài
Bảo hành của Pixel 3 tự động chọn trong người dùng đối với Thỏa thuận trọng tài của Google. Các điều khoản của thỏa thuận từ bỏ quyền của người sử dụng đối với các vụ kiện và quyết định hành động tập thể sẽ được xử lý thông qua trọng tài thông qua Hiệp hội Trọng tài Mỹ.